# Gaffophone

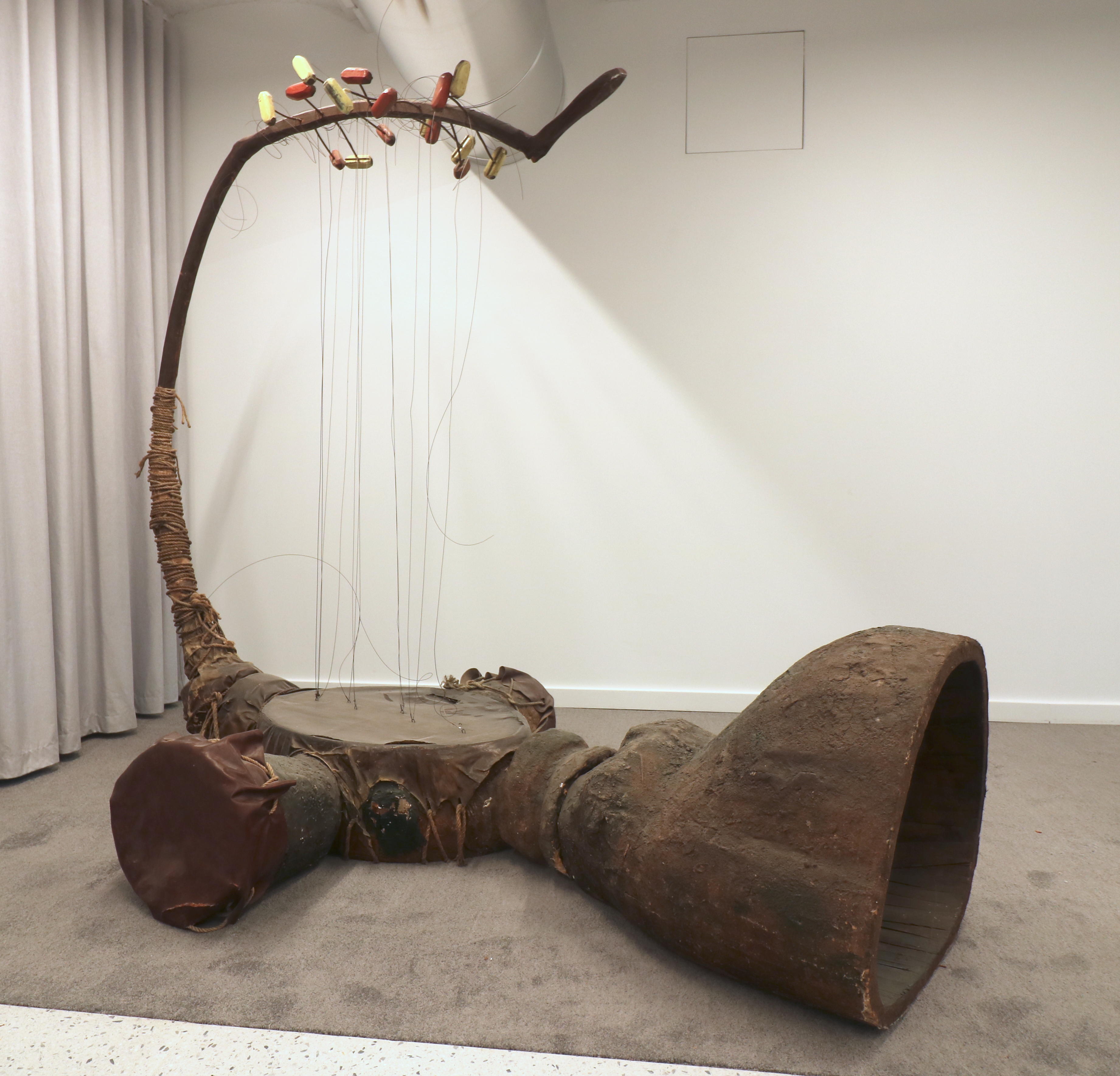
Gaffophone au Musée des Beaux-Arts de Charleroi

Le gaffophone est un instrument de musique fictif inventé par Gaston Lagaffe, héros de la bande dessinée éponyme créée par le dessinateur belge André Franquin.

## Origine
Le gaffophone apparaît pour la première fois le 9 mars 1967 dans la page  449 (Spirou no 1508). Pour créer celui-ci, Franquin s'est inspiré d'une harpe africaine exposée au Musée royal de l'Afrique centrale de Tervuren. Franquin comptait initialement ne s'en servir que pour deux ou trois gags, mais l'objet est devenu récurrent dans la série.

## Caractéristiques
« Mammouthesque instrument de musique qui serait à la valse musette ce que le char Leclerc est au tourisme vert », le gaffophone est physiquement de très grande taille et d'une esthétique douteuse. En le voyant pour la première fois, Fantasio proposa de le baptiser « brontosaurophone » (devenu "mammouthophone" dans la série animée). Il a la particularité d’être quasiment monocolore et volumineux.

Fresque de Gaston et son gaffophone avec Prunelle en colère, sur un bâtiment d'Angoulême.

Surtout, le gaffophone émet un son très puissant et jugé fort désagréable par les personnages de la BD autres que Gaston et ses amis les plus compréhensifs. Pour Gaston, le principe de cet instrument est simple : « une vibration du tonnerre avec une résonance maximale ». Il lui suffit d'un seul gag pour prouver sa puissance destructrice, proche d'un séisme, faisant s'effondrer le plafond du cinquième étage sur la tête de ses occupants ou brisant toutes les parties en verre d'un avion de chasse en vol. Sa puissance sonore considérable et surtout les vibrations qui l'accompagnent engendrent de façon inévitable des catastrophes, d'où son surnom définitif de gaffophone.
Le gaffophone est équipé pour le 600e gag d'un amplificateur, destiné à donner à la fête de ce numéro un « certain retentissement », selon les mots de Gaston. Les conséquences en sont l'effondrement de l'immeuble du journal et une coupure d'eau et d'électricité pour une partie de la ville.

## Les gaffophones construits
Le Journal de Spirou organisa un concours où les lecteurs furent invités à fabriquer des gaffophones[Quand ?]. Le journal reçut ainsi plusieurs instruments exceptionnels[réf. nécessaire]. L'un d'eux, réalisé par un Néerlandais, pesait cent vingt-cinq kilos et fut envoyé par train au journal ; un autre, qui s'écartait plus du gaffophone de Gaston, comportait des leviers pour produire quelques notes. Ce second instrument fut censément l'occasion pour le rédacteur en chef de Spirou, Yvan Delporte, de tenter de jouer un morceau de Beethoven. Sur un autre encore, français, une manivelle actionnait une roue sur des cordes. Franquin, simple membre du jury, donna sa voix à cet instrument qu'il trouvait extrêmement poétique, mais ce fut un autre gaffophone qui remporta le concours.

## Parodies et clins d'oeil
- Dans L'Orgue du diable, le second tome des aventures de Yoko Tsuno, lorsque Yoko teste pour la première fois l'orgue qui donne son nom à l'épisode, le bruit provoque l'effondrement d'un mur et Pol, l'ami de Yoko, s'exclame « C'est pas un orgue, c'est un gaffophone ! »[6]
- Dans Nabuchodinosaure, le chien du héros déterre un vieil instrument, le gaffophone.
- Dans Les Zappeurs, lorsque la famille joue à Ford Boyard, la grand-mère qualifie l'épreuve du tuyau de gaffophone.